# Karmirgyugh (Gegharkunik)
Karmirgyugh (in armeno Կարմիրգյուղ?) è un comune dell'Armenia di 5 986 abitanti (2009) della provincia di Gegharkunik, fondata nel 1831.